# Космос-428
Спутник Космос-428 являлся спутником оптической разведки (тип «Зенит-2М») в интересах Министерства обороны СССР, однако дополнительно с основной аппаратурой спутника на нём были установлены приборы для наблюдения неба в рентгеновском диапазоне энергий. Спутник был запущен на орбиту 24 июня 1971 года и сошёл с орбиты 6 июля 1971 года.

## Инструменты
Основным инструментом рентгеновской части спутника был сцинтилляционный спектрометр из кристалла CsI(Tl) диаметром 80 мм и толщиной 23 мм. Эффективная площадь детектора составляла около 23 кв.см. Сотовый коллиматор ограничивал поле зрения детектора ~1.9° x 17° (ширина на половине пропускания). Тело основного детектора было окружено пассивной и антисовпадательной защитой. Формальный рабочий диапазон инструмента ~30-300 кэВ. Инструмент был направлен в зенит и таким образом сканировал небо. Благодаря относительно узкому коллиматору инструмента была возможность регистрировать повышение скорости счёта детектора при прохождении его поля зрения через яркие источники рентгеновского излучения.

## Основные результаты
- Несмотря на то, что время работы спутника было невелико, рентгеновским прибором был обнаружен ряд рентгеновских источников, частично пересекающихся с источниками, открытыми обсерваторией Uhuru. Среди прочих в жёстком рентгеновском диапазоне были обнаружены источники 3U1543-47, 3U1700-37, 3U1705-44, 3U1820-30, Скорпион Х-1[2]. В то же время величины потоков или светимостей в жёстком рентгеновском диапазоне, указанные в работах по спектрометру на спутнике Космос-428, сильно превышали таковые от этих же источников рентгеновского излучения, измеренные позднее другими инструментами. Возможно это указывает на то, что в калибровках спектрометра были определённые проблемы.
- Было объявлено об обнаружении кратковременных (до 10-20 секунд) всплесков излучения от галактических рентгеновских источников[1]. По всей видимости, аналогичные события затем были переоткрыты на спутнике ANS, однако простое формальное сравнение результатов этих двух спутников однозначно говорит о том, что всплески термоядерного горения в атмосферах нейтронных звёзд, обнаруженные аппаратурой спутника ANS, не могли быть обнаружены аппаратурой спутника Космос-428 в жёстких рентгеновских лучах (>30 кэВ), ввиду того, что энергетический спектр этих событий достаточно мягок, имеет температуру излучения абсолютно чёрного тела не более 3 кэВ. В пользу этого факта также говорит сравнение результатов эксперимента на спутнике Космос-856[3]. Возможно, что вышеупомянутое расхождение связано с неточностями энергетической калибровки инструмента на спутнике Космос-428. Другое объяснение этих вспышек было изложено в книге одного из пионеров исследований рентгеновских барстеров — Волтера Льюина "Walter Lewin: For the Love of Physics: From the End of the Rainbow to the Edge Of Time - A Journey Through the Wonders of Physics". Было предложено, что вспышки скоростей счёта в аппаратуре Космоса-428 вызваны близкими пролётами военных спутников с радиоактивными источниками их питания.

## Другие научные эксперименты на спутниках серии Космос
- Космос-208
- Космос-251
- Космос-264
- Космос-461